# Dienis Kapustin
Dienis Kapustin (ros. Денис Викторович Капустин; ur. 5 października 1970 w Kazaniu) – rosyjski lekkoatleta, który specjalizował się w trójskoku.
W 2000 roku podczas igrzysk olimpijskich w Sydney wywalczył brązowy medal. Swoją karierę sportową zaczynał od zdobycia złotego medalu mistrzostw Europy juniorów w Varaždinie w 1989 roku. Mistrz Europy z 1994 oraz srebrny medalista czempionatu Starego Kontynentu z 1998. Srebrny medalista halowych mistrzostw Europy (1994). Drugi zawodnik zawodów pucharu świata w 1998 roku, reprezentant Rosji w pucharze Europy. Dwukrotny mistrz Rosji. Rekordy życiowe: stadion – 17,65 (9 lipca 1998, Oslo); hala – 17,47 (27 lutego 1994, Lipsk).

## Osiągnięcia
| Rok  | Impreza                     | Miejsce      | Pozycja           | Wynik |
| ---- | --------------------------- | ------------ | ----------------- | ----- |
| 1989 | Mistrzostwa Europy juniorów | Varaždin     | 1. miejsce        | 16,63 |
| 1993 | Mistrzostwa świata          | Stuttgart    | 6. miejsce        | 17,19 |
| 1994 | Halowe mistrzostwa Europy   | Paryż        | 2. miejsce        | 17,35 |
| 1994 | Superliga pucharu Europy    | Birmingham   | 1. miejsce        | 17,30 |
| 1994 | Mistrzostwa Europy          | Helsinki     | 1. miejsce        | 17,62 |
| 1994 | Finał Grand Prix IAAF       | Paryż        | 6. miejsce        | 16,35 |
| 1995 | Mistrzostwa świata          | Göteborg     | el. – 23. miejsce | 16,32 |
| 1997 | Superliga pucharu Europy    | Monachium    | 2. miejsce        | 17,24 |
| 1997 | Mistrzostwa świata          | Ateny        | 4. miejsce        | 17,59 |
| 1998 | Halowe mistrzostwa Europy   | Walencja     | 10. miejsce       | 16,50 |
| 1998 | Mistrzostwa Europy          | Budapeszt    | 2. miejsce        | 17,45 |
| 1998 | Finał Grand Prix IAAF       | Moskwa       | 2. miejsce        | 17,01 |
| 1998 | Puchar świata               | Johannesburg | 2. miejsce        | 17,32 |
| 1999 | Superliga pucharu Europy    | Paryż        | 1. miejsce        | 17,40 |
| 1999 | Mistrzostwa świata          | Sewilla      | 9. miejsce        | 16,89 |
| 2000 | Igrzyska olimpijskie        | Sydney       | 3. miejsce        | 17,46 |
| 2003 | Superliga pucharu Europy    | Florencja    | 6. miejsce        | 16,12 |